# B.C. Kid
B.C. Kid (in den USA größtenteils unter dem Titel Bonk bzw. Bonk’s Adventure bekannt) ist ein Teil einer, vor allem in den 1990er Jahren populären 2D-Jump-’n’-Run-Videospiel-Serie. Ursprünglich für die PC Engine der Firma NEC erschienen, wurde sie für verschiedene Heimcomputer konvertiert.
Die Spiele tragen je nach Land und Plattform, für die sie entwickelt wurden, andere Titel. Geläufige Namen sind u. a. PC-Genjin, GB-Kid und FC-Kid.

## Veröffentlichungen
In Deutschland ist fast ausschließlich der erste Teil der Serie B.C. Kid bzw. Bonk’s Adventure bekannt. Es entstanden jedoch zwei eigenständige Fortsetzungen, namentlich Bonk’s Revenge und Bonk 3.
B.C. Kid wurde zwischen 1990 und 1994 für diverse Heimcomputer, Spielkonsolen sowie als Automatenspiel entwickelt und veröffentlicht (beides wiederum, je Plattform von  unterschiedlichen Firmen).
Jahr: – Plattform:
- 1990 – PC Engine
- 1992 – Amiga 500/600
- 1992 – Game Boy
- 1993 – SNES
- 1994 – Spielautomat

Darüber hinaus ist 2006 eine downloadbare Umsetzung für die Wii-Konsole erschienen, die der PC-Engine-Version gleicht.

## Spielprinzip
Der Namensgeber ist gleichzeitig auch der Protagonist, bei dem es sich um ein Kleinkind mit einem überdimensionierten Schädel und hervorstehender Zahnreihe handelt. Das Setting des Spiels liegt in einer vorzeitlichen Welt mit Humanoiden und Dinosauriern, ähnlich wie in der Zeichentrickserie Familie Feuerstein. Alle drei Teile gleichen sich vom Spielprinzip stark und erinnern an Genrekollegen dieser Zeit (wie die Super-Mario-Bros.-Reihe). Die zwei Standardaktionen Springen und Kopfnüsse können auch während des Laufes ausgeführt werden.

### Bonk’s Revenge
Der Schwierigkeitsgrad ist etwas gestiegen, aber ansonsten hat sich im Vergleich zum ersten Teil in puncto Spielprinzip nicht viel geändert. Lediglich die Anzahl der Bonuslevel übersteigt die des Vorgängers bei weitem. Man kämpft sich nun seinen Weg durch ein von den Chikkun (Monster, die Eierschalen als Helme tragen) kontrolliertes Comicland. 

### Bonk 3
Der dritte und letzte Teil der Serie zeigt einige Neuerungen, darunter einen Mehrspielermodus und einige „Power-ups“, die z. B. temporär die Größe des Helden verändern oder ihn unbesiegbar werden lassen. Vor allem die zuletzt genannten Änderungen können in den bereits zuvor erschienenen Super Mario Bros. und Super Mario Bros. 2 wiedergefunden werden.